# Georganne Moline
Georganne Moline (ur. 6 marca 1990 w Phoenix) – amerykańska lekkoatletka specjalizująca się w biegach płotkarskich, olimpijka.
W 2012 reprezentowała Stany Zjednoczone na igrzyskach olimpijskich w Londynie, na których zajęła 5. miejsce w biegu na 400 metrów przez płotki. Medalistka mistrzostw kraju oraz mistrzostw NCAA.

## Osiągnięcia
| Rok  | Impreza                   | Miejsce    | Konkurencja                     | Lokata     | Wynik   |
| ---- | ------------------------- | ---------- | ------------------------------- | ---------- | ------- |
| 2012 | Igrzyska olimpijskie      | Londyn     | bieg na 400 metrów przez płotki | 5. miejsce | 53,92   |
| 2013 | Mistrzostwa świata        | Moskwa     | bieg na 400 metrów przez płotki | eliminacje | 59,05   |
| 2018 | Halowe mistrzostwa świata | Birmingham | sztafeta 4 × 400 metrów         | 1. miejsce | 3:23,85 |

## Rekordy życiowe
- Bieg na 400 metrów (hala) – 51,39 (2018)
- Bieg na 400 metrów przez płotki – 53,14 (2017)